# Tonya Verbeek
Tonya Verbeek   (Grimsby, 14 d'agost de 1977) és una lluitadora canadenca, ja retirada, guanyadora de tres medalles olímpiques en la modalitat de lluita lliure.

## Carrera esportiva
Va participar, als 26 anys, en els Jocs Olímpics d'Estiu de 2004 realitzats a Atenes (Grècia), on va aconseguir guanyar la medalla de plata en la prova femenina de pes lleuger (- 55 kg.) en perdre la final davant la japonesa Saori Yoshida. En els Jocs Olímpics d'Estiu de 2008 realitzats a Pequín (República Popular de la Xina) va aconseguir la medalla de bronze en aquesta categoria i en els Jocs Olímpics d'Estiu de 2012 celebrats a Londres (Regne Unit) novament la medalla de plata, en perdre la final altre cop davant la japonesa Yoshida.
Al llarg de la seva carrera ha guanyat tres medalles en el Campionat del Món de lluita, tres medalles en els Jocs Panamericans i una medalla en els Jocs de la Commonwealth.